# 난부선
난부선(일본어: 南武線, なんぶせん)은 동일본 여객철도의 철도 노선 가운데 하나이다.
- 가와사키역과 다치카와역을 잇는 구간
- 싯테역과 하마카와사키역을 잇는 구간
- 싯테 역과 쓰루미역을 잇는 구간(화물선)

이 3개로 구성된 철도 노선이다.

## 노선 정보
- 노선 거리: 39.6 km(여객 영업 구간)
  - 가와사키 ~ 다치카와: 35.5 km
  - 싯테 ~ 하마카와사키: 4.1 km
  - 싯테 ~ 신쓰루미 신호장 ~ 쓰루미: 5.4 km(화물선)
- 궤간: 1,067mm(협궤)
- 역 수: 28(여객 영업 구간)
- 복선 구간: 가와사키 ~ 다치카와
- 단선 구간: 싯테 ~ 하마카와사키, 싯테 ~ 신쓰루미 신호장
- 전철화 구간: 전 구간 직류 1,500 볼트
- 차단 장치: 자동 차단식
- 보안 장치: ATS

## 차량
- 205계 1000번대(하마카와사키 지선 전용)
- E233계 8000번대(본선 전용)
- E233계 8500번대(본선 전용)
- 동일본 여객철도 E127계 전동차(하마카와사키 지선 전용)

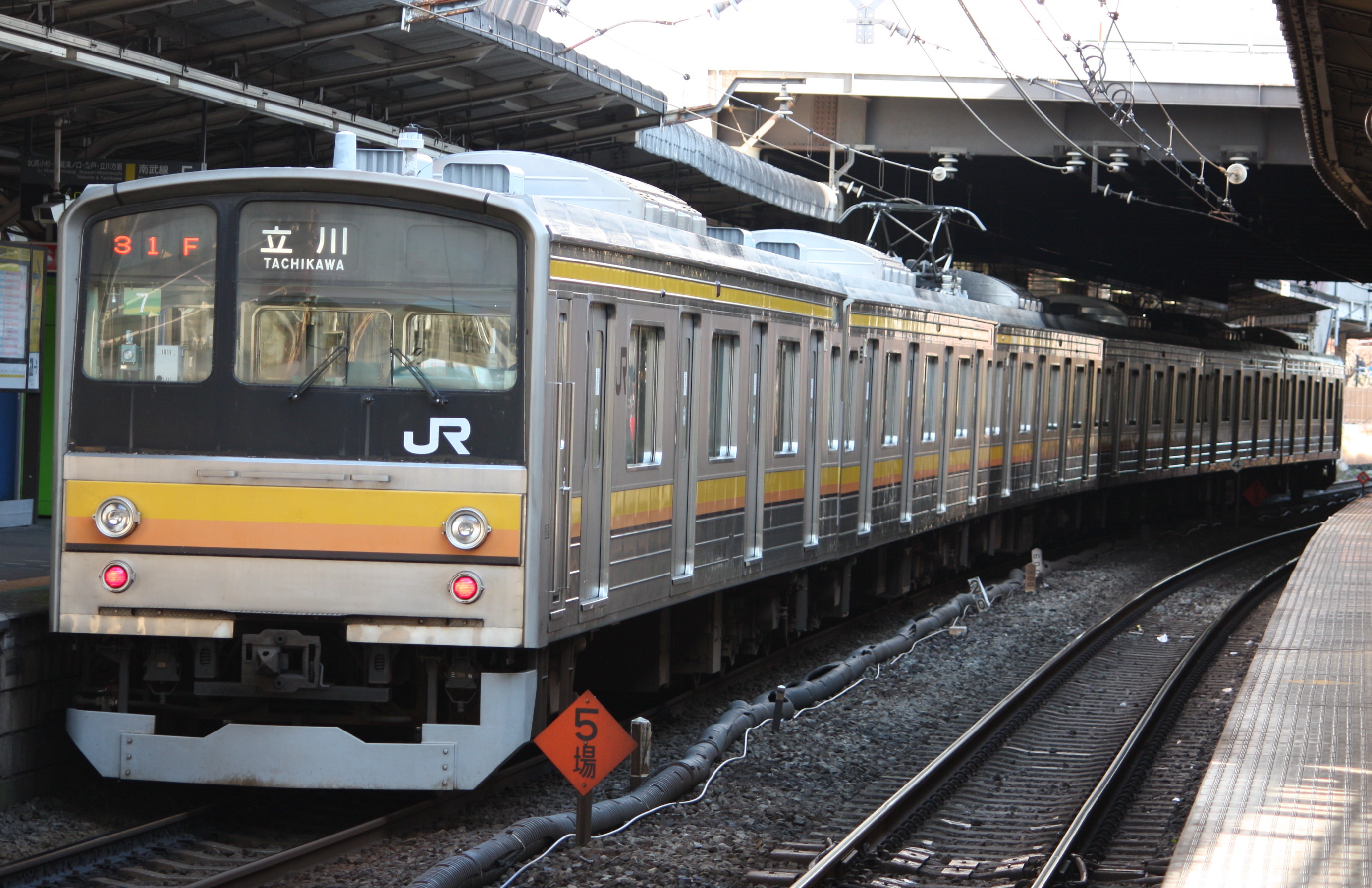
205계
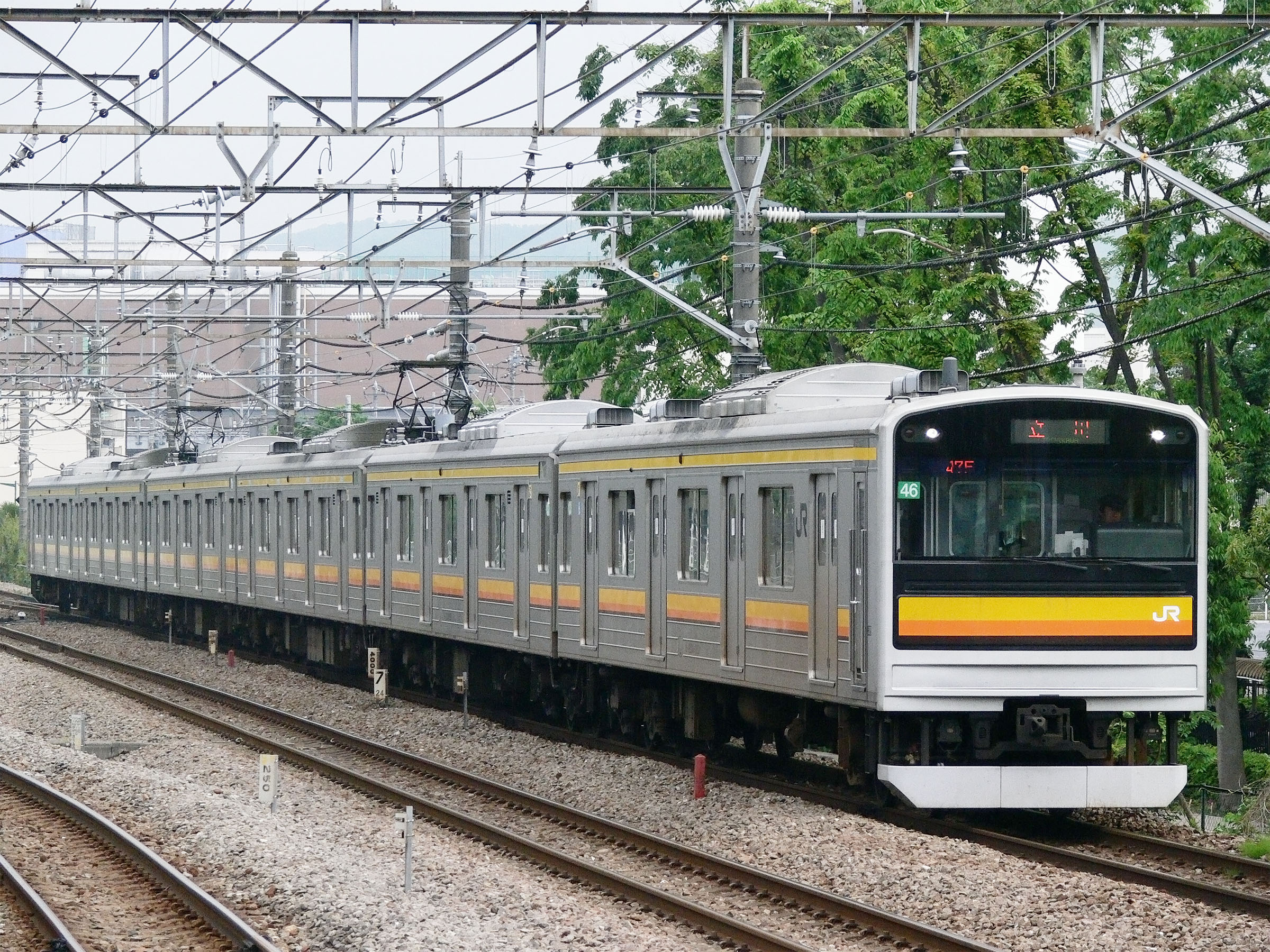
205계
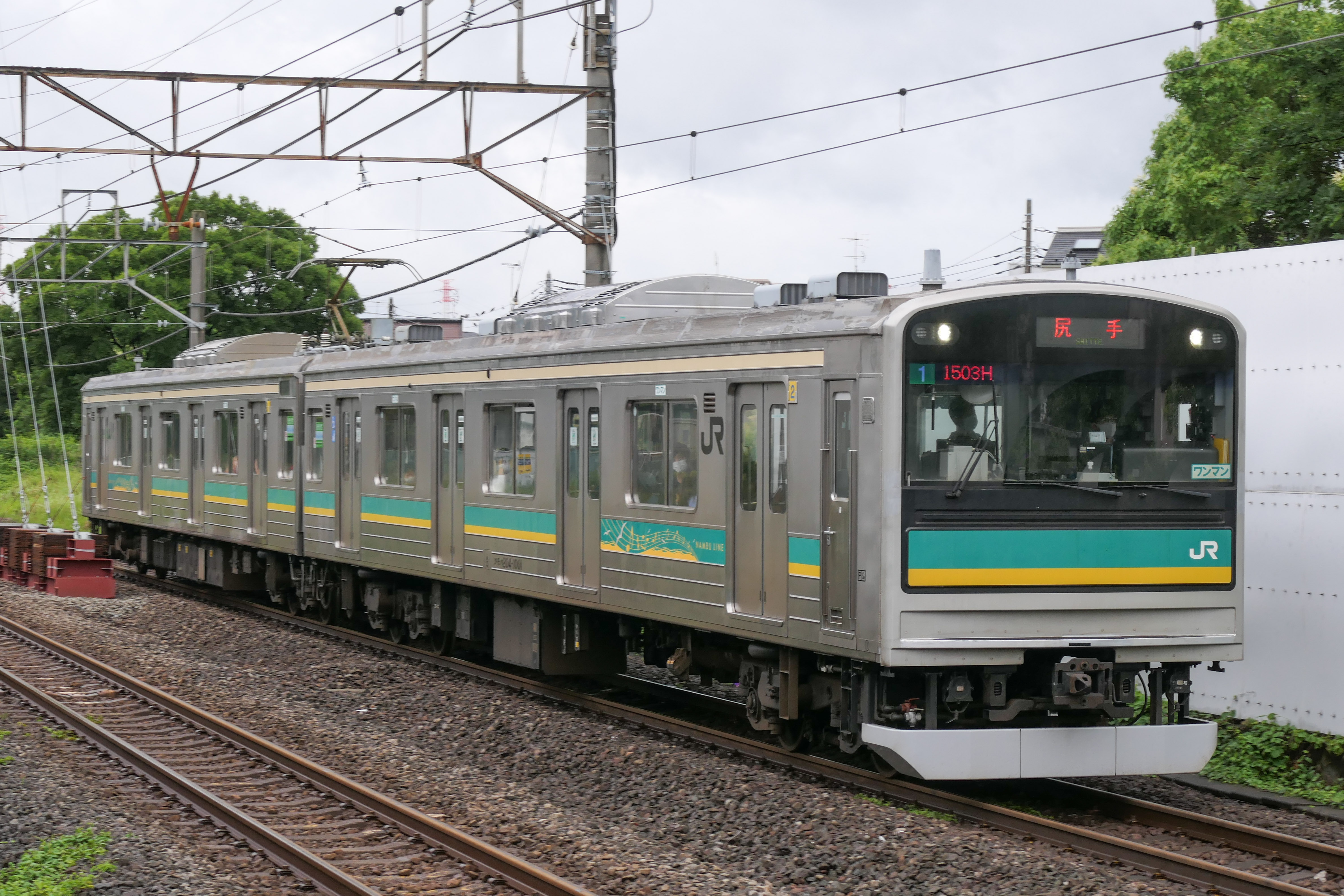
205계(하마카와사키 지선)
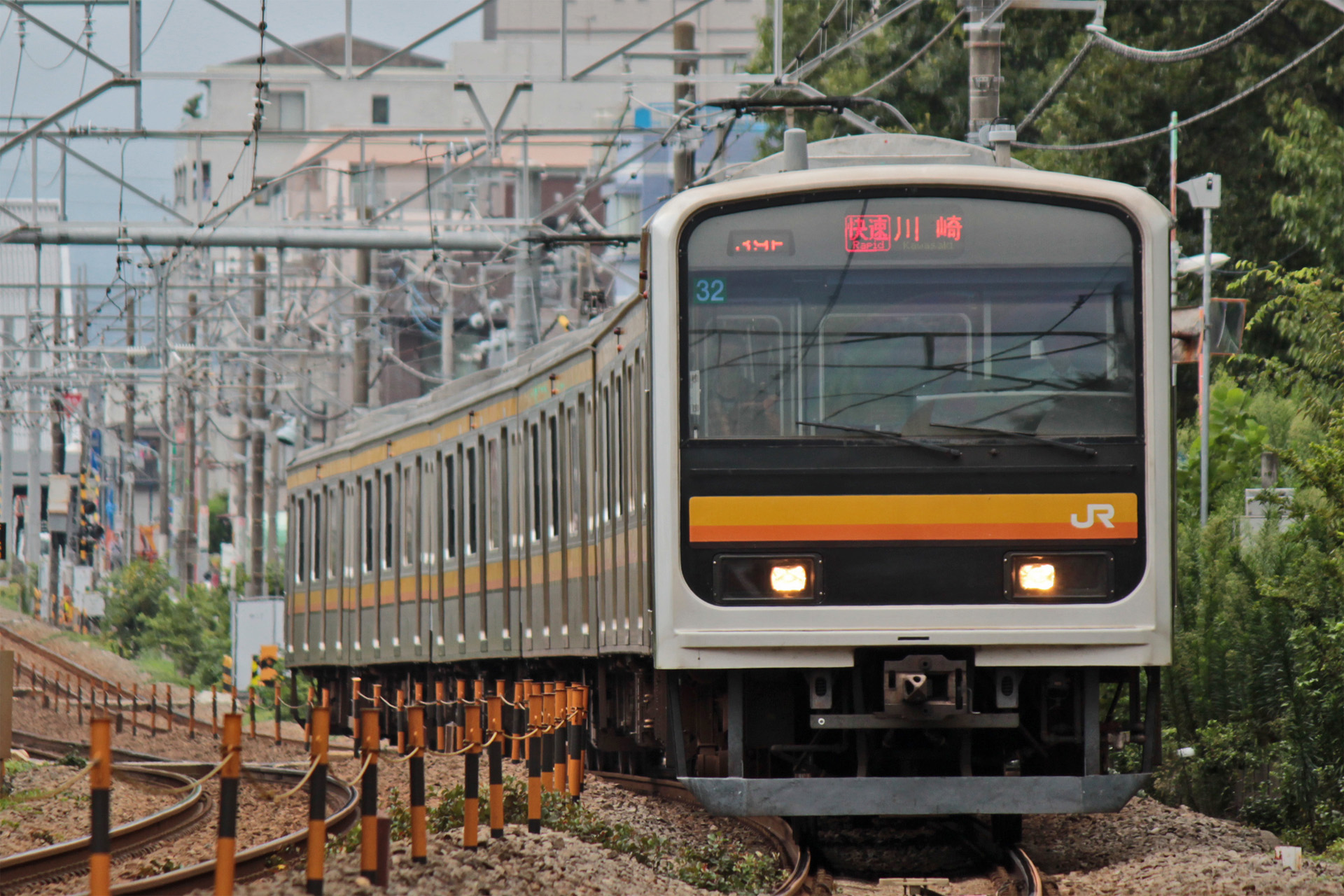
209계
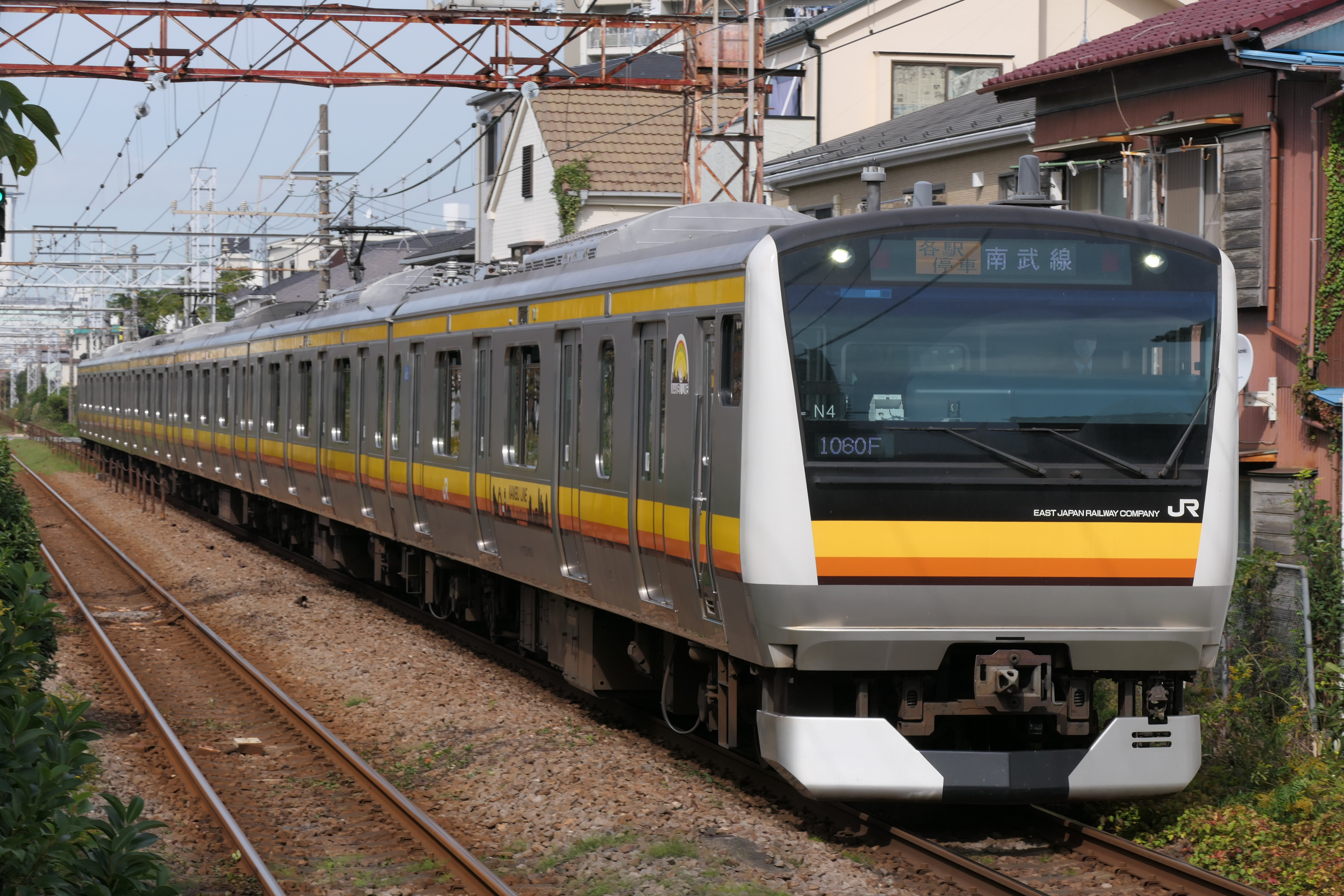
E233계 8000번대

## 역 목록

### 가와사키 역 - 다치카와 역 구간 (본선)
- 쾌속 … ●：정차,｜：통과

| 역 이름          | 일본어     | 역간 거리 (km) | 영업 거리 (km) |   | 접속 노선 | 소재지     | 소재지      | 소재지      |
| ---------------- | ---------- | -------------- | -------------- | - | --- | ---------- | ----------- | ----------- |
| 가와사키         | 川崎       | -              | 0.0            | ● | ■ 도카이도 본선 ■ 게이힌 도호쿠 선 ■ 게이힌 급행 전철 본선 (게이큐 가와사키 역) ■ 게이힌 급행 전철 다이시 선 (게이큐 가와사키 역)                  | 가나가와현 | 가와사키시  | 가와사키구  |
| 싯테             | 尻手       | 1.7            | 1.7            | │ | 난부 지선 | 가나가와현 | 가와사키시  | 사이와이구  |
| 야코             | 矢向       | 0.9            | 2.6            | │ | | 가나가와현 | 요코하마시  | 쓰루미구    |
| 가시마다         | 鹿島田     | 1.5            | 4.1            | ● | | 가나가와현 | 가와사키 시 | 사이와이 구 |
| 히라마           | 平間       | 1.2            | 5.3            | │ | | 가나가와현 | 가와사키 시 | 나카하라구  |
| 무카이가와라     | 向河原     | 1.3            | 6.6            | │ | | 가나가와현 | 가와사키 시 | 나카하라구  |
| 무사시코스기     | 武蔵小杉   | 0.9            | 7.5            | ● | ■ 요코스카 선 ■쇼난 신주쿠 라인 ■ 도쿄 급행 전철 도요코 선 도쿄 급행 전철 ○ 도쿄 메트로 난보쿠선 ○ 도에이 지하철 미타선 ■ 도쿄 급행 전철 메구로 선 | 가나가와현 | 가와사키 시 | 나카하라구  |
| 무사시나카하라   | 武蔵中原   | 1.7            | 9.2            | ● | | 가나가와현 | 가와사키 시 | 나카하라구  |
| 무사시신조       | 武蔵新城   | 1.3            | 10.5           | ● | | 가나가와현 | 가와사키 시 | 나카하라구  |
| 무사시미조노쿠치 | 武蔵溝ノ口 | 2.2            | 12.7           | ● | ■ 도쿄 급행 전철 덴엔토시 선 (미조노쿠치 역) | 가나가와현 | 가와사키 시 | 다카쓰구    |
| 쓰다야마         | 津田山     | 1.2            | 13.9           | │ | | 가나가와현 | 가와사키 시 | 다카쓰구    |
| 구지             | 久地       | 1.0            | 14.9           | │ | | 가나가와현 | 가와사키 시 | 다카쓰구    |
| 슈쿠가와라       | 宿河原     | 1.3            | 16.2           | │ | | 가나가와현 | 가와사키 시 | 다마구      |
| 노보리토         | 登戸       | 1.1            | 17.3           | ● | ■ 오다큐 전철 오다와라 선 | 가나가와현 | 가와사키 시 | 다마구      |
| 나카노시마       | 中野島     | 2.2            | 19.5           | │ | | 가나가와현 | 가와사키 시 | 다마구      |
| 이나다즈쓰미     | 稲田堤     | 1.3            | 20.8           | ● | ■ 게이오 전철 사가미하라 선 (게이오 이나다즈쓰미 역)                                                                                               | 가나가와현 | 가와사키 시 | 다마구      |
| 야노쿠치         | 矢野口     | 1.6            | 22.4           | │ | | 도쿄도     | 이나기시    | 이나기시    |
| 이나기나가누마   | 稲城長沼   | 1.7            | 24.1           | ● | | 도쿄도     | 이나기시    | 이나기시    |
| 미나미타마       | 南多摩     | 1.4            | 25.5           | │ | | 도쿄도     | 이나기시    | 이나기시    |
| 후추혼마치       | 府中本町   | 2.4            | 27.9           | ● | ■ 무사시노 선 | 도쿄도     | 후추시      | 후추시      |
| 부바이가와라     | 分倍河原   | 0.9            | 28.8           | ● | ■ 게이오 전철 게이오 선 | 도쿄도     | 후추시      | 후추시      |
| 니시후           | 西府       | 1.2            | 30.0           | │ | | 도쿄도     | 후추시      | 후추시      |
| 야호             | 谷保       | 1.6            | 31.6           | │ | | 도쿄도     | 구니타치시  | 구니타치시  |
| 야가와           | 矢川       | 1.4            | 33.0           | │ | | 도쿄도     | 구니타치시  | 구니타치시  |
| 니시쿠니타치     | 西国立     | 1.3            | 34.3           | │ | | 도쿄도     | 다치카와시  | 다치카와시  |
| 다치카와         | 立川       | 1.2            | 35.5           | ● | ■ 주오 본선 ■ 주오 쾌속선 ■ 오메 선 다마 도시 모노레일 선 (다치카와키타 역, 다치카와미나미 역)                                                     | 도쿄도     | 다치카와시  | 다치카와시  |

### 싯테 역 ~ 하마카와사키 역 구간 (지선)
| 역 이름        | 일본어   | 역간 거리 (km) | 영업 거리 (km) | 접속 노선               | 소재지     | 소재지     | 소재지     |
| -------------- | -------- | -------------- | -------------- | ----------------------- | ---------- | ---------- | ---------- |
| 싯테           | 尻手     | -              | 0.0            | 가와사키, 다치카와 방면 | 가나가와현 | 가와사키시 | 사이와이구 |
| 핫초나와테     | 八丁畷   | 1.1            | 1.1            | 게이힌 급행 전철 본선   | 가나가와현 | 가와사키시 | 가와사키구 |
| 가와사키신마치 | 川崎新町 | 0.9            | 2.0            |                         | 가나가와현 | 가와사키시 | 가와사키구 |
| 하마카와사키   | 浜川崎   | 2.1            | 4.1            | ■ 쓰루미 선             | 가나가와현 | 가와사키시 | 가와사키구 |